# Xavier Beauvois

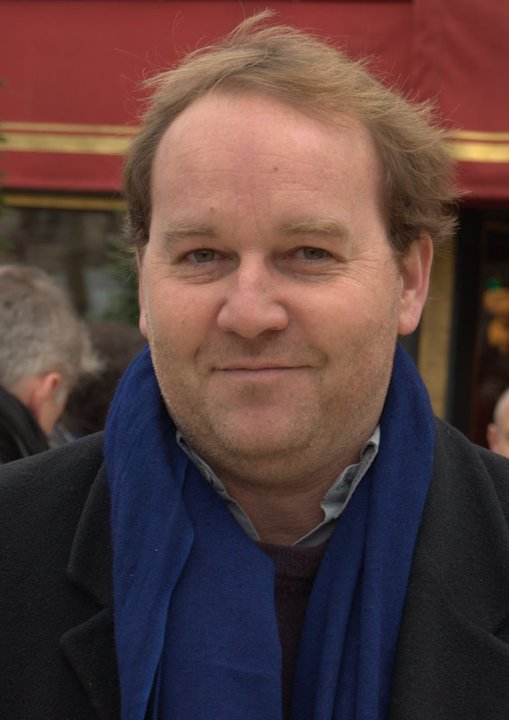
Xavier Beauvois (2011)

Xavier Beauvois (* 20. März 1967 in Auchel, Département Pas-de-Calais) ist ein französischer Schauspieler, Regisseur und Drehbuchautor.

## Leben

### Ausbildung und Regiedebüt
Xavier Beauvois wurde 1967 in Auchel im äußersten Norden Frankreichs geboren. Kurz vor seinem Abitur machte der filmbegeisterte Jugendliche auf einer Konferenz in Calais die Bekanntschaft mit Jean Douchet, einem angesehenen Filmkritiker. Der ehemalige Professor an der Hochschule für Film und Audiovision in Paris (La fémis) lud ihn in die französische Hauptstadt ein und ermutige Beauvois, im Filmgeschäft Fuß zu fassen. 1986 lieferte Xavier Beauvois mit dem Kurzfilm Le Matou seine erste Regiearbeit ab. 1987 debütierte er als Regieassistent bei André Téchinés Film Die Unschuldigen, in dem Abdellatif Kechiche als arroganter Gigolo das Objekt der Begierde von Sandrine Bonnaire mimt. Im selben Jahr assistierte er Manoel de Oliveira bei dessen Fantasy-Drama Mein Fall.
Nachdem Beauvois 1988 erste Erfahrungen als Schauspieler in Michel Bénas Kurzfilm Daniel endormi gesammelt hatte, realisierte er 1991 seinen ersten Langspielfilm. In Nord porträtierte er eine funktionsgestörte Familie aus seiner Heimatregion, die langsam auseinanderbricht. Für das Drama, in dem Beauvois die Hauptrolle spielte und auch das Drehbuch verfasste, feierte er seinen Durchbruch als Filmregisseur. Bei der Premiere von Nord 1991 auf dem Montréal World Film Festival wurde das Werk mehrfach ausgezeichnet. Zwei Jahre später wurde Beauvois als bester Nachwuchsdarsteller und in der Kategorie Bestes Erstlingswerk für den César, den wichtigsten französischen Filmpreis, nominiert. Nach dem Erfolg von Nord folgten Angebote für mehrere Nebenrollen in Filmproduktionen, darunter das Beziehungsdrama Der Himmel über Paris (1991) von Michel Béna und Michel Devilles Tragikomödie Die kleinen Freuden des Lebens (1994), in der er an der Seite von Anémone, André Dussollier und Nicole Garcia eine tragende Rolle spielte.
Nach einem Aufenthalt in der Villa Medici in Rom, Sitz der Académie française und Wohn- und Arbeitsort für Künstler, realisierte Beauvois 1995 seinen zweiten Langspielfilm. In Vergiß nicht, daß du sterben mußt agierte er wieder vor der Kamera und mimte Benoit, der seine bourgeoise Zukunft genau geplant hat und versucht mit allen Mitteln dem Militärdienst zu entgehen. Mit dem Drama konnte der Regisseur an den Erfolg von Nord anknüpfen; der Film gewann 1995 den Jurypreis bei den Internationalen Filmfestspielen von Cannes. Im selben Jahr erhielt Beauvois den renommierten Jean-Vigo-Preis. Es folgten weitere Nebenrollen in Filmproduktionen, darunter Jacques Doillons international preisgekröntes Drama Ponette (1996), Bernard-Henri Lévys von der Kritik verschmähtes Werk Der Tag und die Nacht (1997) mit Alain Delon und Lauren Bacall in den Hauptrollen sowie Philippe Garrels Roadmovie Le Vend de la nuit mit Catherine Deneuve.

### Erfolg mit „Eine fatale Entscheidung“
Im Jahr 2000 verfasste Xavier Beauvois zusammen mit Cédric Anger und Catherine Breillat das Skript zu seinem dritten Spielfilm, in dem er darauf verzichtete, auch vor der Kamera zu agieren. Die Frau des Chefs handelt von dem normannischen Fabrikarbeiter Matthieu, dessen Vater Selbstmord begeht, nachdem dieser seinen Job verloren hat. Fest von dem Wunsch beseelt, Rache zu üben, geht Matthieu eine Affäre mit der Frau seines Chefs ein, um diesen bloßzustellen. Das Drama mit Benoît Magimel und Nathalie Baye in den Hauptrollen war im selben Jahr bei den Filmfestspielen von Venedig für den Goldenen Löwen nominiert. Der Regisseur setzte Baye fünf Jahre später für sein nächstes Filmprojekt Eine fatale Entscheidung erneut ein. Ihr zur Seite standen Jalil Lespert sowie Roschdy Zem und Antoine Chappey, die für Beauvois' Vergiß nicht, daß du sterben mußt bzw. Die Frau des Chefs vor der Kamera gestanden hatten. Für die Geschichte um eine alkoholkranke Pariser Kriminalbeamtin (Nathalie Baye), die sich eines unerfahrenen Polizeirekruten (Jalil Lespert) annimmt, begleitete Beauvois mehrere Monate lang einen Polizeihauptmann bei der Kriminalpolizei. Der Fleiß des Regisseurs trug Früchte; das Werk stellt den bisher größten Erfolg in Beauvois' Karriere dar. Eine fatale Entscheidung wurde von den Kritik als realistischer Polizei-Thriller hochgelobt und bei der César-Verleihung 2006 für fünf Preise nominiert. Beauvois' vierter Langspielfilm konnte sich jedoch nicht in den wichtigen Kategorien Bester Film und Regie gegen Jacques Audiards Drama Der wilde Schlag meines Herzens durchsetzen; nur Nathalie Bayes Schauspielleistung wurde mit dem Preis für die beste Hauptdarstellerin belohnt.

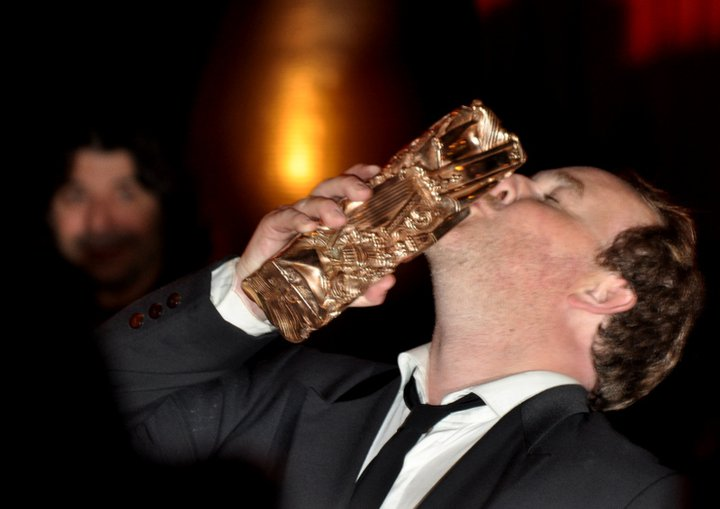
Beauvois mit seinem gewonnenen César für Von Menschen und Göttern (2011)

Xavier Beauvois, der 2002 die Ambitionen Lionel Jospins auf das französische Präsidentenamt unterstützte, ist mit Agata Boetti verheiratet. Aus der Ehe gehen seine beiden Söhne Arthur (* 1992) und Antoine (* 1996) hervor. Nach dem Erfolg von Eine fatale Entscheidung wandte er sich verstärkt der Arbeit als Schauspieler zu. 2010 realisierte er mit Von Menschen und Göttern eine Geschichte um Zisterziensermönche, die sich in Algerien gegen fundamentalistische Terroristen stellen. Der Film, unter anderem mit Lambert Wilson, Michael Lonsdale, Philippe Laudenbach und Jacques Herlin in den Hauptrollen, basiert auf einer wahren Geschichte – im Jahr 1996 waren der Trappistenmönch Christian de Chergé und sieben weitere Mitbrüder aus dem Kloster Notre-Dame de l’Atlas in Tibhirine (Erzbistum Algier) entführt und ermordet worden. Das Drama erhielt eine Einladung in den Wettbewerb der 63. Filmfestspiele von Cannes und den Großen Preis der Jury zugesprochen. Im selben Jahr wurde Beauvois’ Regiearbeit als französischer Kandidat auf den Auslandsoscar 2011 ausgewählt, für den Europäischen Filmpreis nominiert und sie gewann den César als bester Film.
2021 erhielt er für Albatros seine erste Einladung in den Wettbewerb der 71. Internationalen Filmfestspiele Berlin.

## Filmografie

### Schauspieler (Auswahl)
- 1991: Nord
- 1991: Der Himmel über Paris (Le ciel de Paris)
- 1994: Die kleinen Freuden des Lebens (Aux petits bonheurs)
- 1994: Les amoureux
- 1995: Vergiß nicht, daß du sterben mußt (N’oublie pas que tu vas mourir)
- 1996: Ponette
- 1997: Der Tag und die Nacht (Le jour et la nuit)
- 1998: Disparus
- 1999: Le vent de la nuit
- 2004: Arsène Lupin
- 2005: Eine fatale Entscheidung (Le petit lieutenant)
- 2007: Wir waren Zeugen (Les témoins)
- 2007: 24 mesures
- 2007: Le tueur
- 2008: Female Agents – Geheimkommando Phoenix (Les femmes de l’ombre)
- 2008: Disco
- 2008: Marie-Octobre (TV)
- 2009: Duel en ville (TV)
- 2009: Villa Amalia
- 2009: Deux
- 2012: Leb wohl, meine Königin! (Les adieux à la reine)
- 2013: Ein Schloss in Italien (Un château en Italie)
- 2016: Monsieur Chocolat (Chocolat)
- 2017: Meine schöne innere Sonne (Un beau soleil intérieur)
- 2017: Django – Ein Leben für die Musik (Django)
- 2020: Call My Agent! (Dix pour cent, Fernsehserie, eine Folge)
- 2023: Making of

### Regisseur
- 1986: Le matou (Kurzfilm)
- 1991: Nord – auch Drehbuch
- 1995: Vergiß nicht, daß du sterben mußt (N’oublie pas que tu vas mourir) – auch Drehbuch
- 2000: Die Frau des Chefs (Selon Matthieu) – auch Drehbuch
- 2005: Eine fatale Entscheidung (Le petit lieutenant) – auch Drehbuch
- 2010: Von Menschen und Göttern (Des hommes et des dieux) – auch Drehbuch
- 2017: Die Wächterinnen (Les gardiennes) – auch Drehbuch
- 2021: Albatros

## Auszeichnungen

### César
- 1993: nominiert in den Kategorien Bester Nachwuchsdarsteller und Bestes Erstlingswerk für Nord
- 2006: nominiert in den Kategorien Bester Film, Beste Regie und Bestes adaptiertes Drehbuch für Eine fatale Entscheidung
- 2011: Bester Film für Von Menschen und Göttern

### Weitere
Angers European First Film Festival
- 1992: Prix Procirep

Internationale Filmfestspiele von Cannes
- 1995: Jurypreis, nominiert für die Goldene Palme für den besten Film für Vergiß nicht, daß du sterben mußt
- 2010: Großer Preis der Jury für Des hommes et des dieux

Gijón International Film Festival
- 1995: Spezialpreis der Jury für Vergiß nicht, daß du sterben mußt

Jean-Vigo-Preis
- 1995: Jean-Vigo-Preis für Vergiß nicht, daß du sterben mußt

Montréal World Film Festival
- 1991: Großer Spezialpreis der Jury, Montréal First Film Prize und FIPRESCI-Preis für Nord

Filmfestspiele von Venedig
- 2000: nominiert für den Goldenen Löwen für Die Frau des Chefs
- 2005: Premio Label Europa Cinemas - Giornate Degli Autori für Eine fatale Entscheidung